# Katharina Katzenmaier
Katharina Katzenmaier, Ordensname Schwester Theodolinde (* 24. April 1918 in Heppenheim; † 5. August 2000 in Mannheim) war eine deutsche Benediktinerin und NS-Opfer.

## Leben
Katharina Katzenmaier besuchte zunächst bis 1925 die Volksschule und wechselte anschließend an die Liebfrauenschule der Englischen Fräulein in Bensheim. Ab 1937 besuchte sie die Schule für soziale Hilfe in Altdorf bei Nürnberg. Danach arbeitete sie zwei Jahre als medizinische Assistentin im Städtischen Krankenhaus von Bensheim. Anschließend wurde sie in Freiburg bis 1942 als Seelsorgehelferin ausgebildet. Im Mai 1942 fand sie eine Anstellung in der Gemeinde St. Bonifatius in Püttlingen. In ihrer Gemeinde engagierte sie sich gegen den Nationalsozialismus. Sie prangerte die Euthanasie an und äußerte, dass sie nicht an den „Endsieg“ glaubte. So geriet sie in Konflikt mit der Gestapo.
Am 21. Juli 1943 wurde sie verhaftet und in das Gefängnis Lerchesflur verbracht. Sie wurde mehrfach verhört, ohne dass Anklage gegen sie verhängt wurde. Stattdessen verblieb sie in Schutzhaft und wurde am 22. Oktober 1943 in das KZ Ravensbrück gebracht. Gegen Kriegsende wurde sie auf einen Todesmarsch gezwungen. Anfang Mai 1945 wurde sie von sowjetischen Soldaten befreit und schlug sich zusammen mit zwei Leidensgenossinnen bis September 1945 nach Heppenheim durch. Ein halbes Jahr wurde sie von ihrer Mutter gepflegt.
Anschließend wurde sie in Darmstadt-Jugenheim zur Lehrerin ausgebildet und wechselte im Herbst 1947 an die Johannes Gutenberg-Universität Mainz, wo sie Theologie, Philosophie und Psychologie studierte. Ihr dortiges Studium brach sie allerdings ab. Am 1. November 1949 trat sie als Nonne den Benediktinerinnen von der heiligen Lioba in Freiburg bei und erhielt den Ordensnamen Theodolinde. Bis 1983 war sie als Seelsorgehelferin, Katechetin und Religionslehrerin tätig, ab 1973 in Mannheim. Bis 1990 unterrichtete sie weiterhin als Grundschullehrerin in Mannheim und Umgebung.
Sie engagierte sich ab den 1960er Jahren in der Lagergemeinschaft Ravensbrück und gehörte ab 1974 dem Vorstand dieser Häftlingsvereinigung an. Ihre Erlebnisse im Konzentrationslager schilderte sie in Vorträgen vor Schulklassen und in der Erwachsenenbildung. 1996 veröffentlichte sie ein autobiografisches Werk namens Vom KZ ins Kloster.

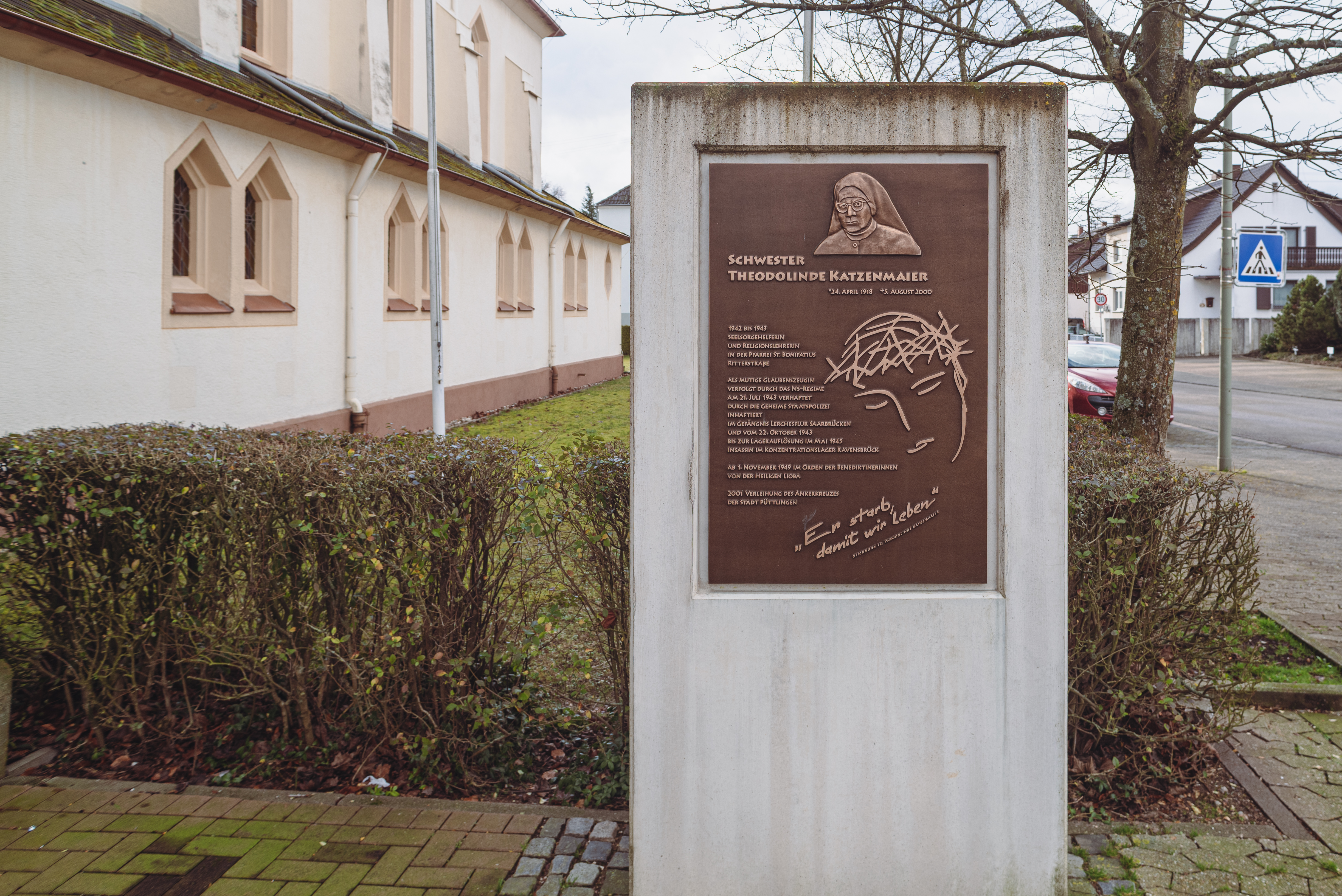
Gedenktafel an Katharina Katzenmaier neben der Kirche St. Bonifatius in Püttlingen.

Sie wurde 2001 posthum mit dem „Püttlinger Ankerkreuz“ geehrt. Nach ihr ist die Theodolinde Katzenmaier-Straße in Püttlingen benannt.

## Schriften
- Vom KZ ins Kloster. Ein Stück Lebensgeschichte. Eos Verlag, St. Ottilien 1996, ISBN 3-88096-296-0.